# Kurtis Marschall
Kurtis Marschall (ur. 25 kwietnia 1997 w North Adelaide) – australijski lekkoatleta specjalizujący się w skoku o tyczce.
W 2016 został w Bydgoszczy wicemistrzem świata juniorów oraz odpadł w eliminacjach podczas igrzysk olimpijskich w Rio de Janeiro. Siódmy tyczkarz światowego czempionatu w Londynie (2017). Dwukrotny mistrz igrzysk Wspólnoty Narodów. Rok później na mistrzostwach świata w Budapeszcie wywalczył brąz. Szósty tyczkarz podczas rozgrywanych w 2024 igrzysk olimpijskich w Paryżu.
Złoty medalista mistrzostw Australii.
Rekordy życiowe: stadion – 5,95 (7 lipca 2023, Sotteville-lès-Rouen oraz 26 sierpnia 2023, Budapeszt); hala – 5,91 (25 lutego 2023 oraz 28 lutego 2025, Clermont-Ferrand). Marschall jest aktualnym rekordzistą Australii i Oceanii juniorów (5,70 w 2016).

## Osiągnięcia
| Rok  | Impreza                     | Miejsce        | Pozycja           | Wynik |
| ---- | --------------------------- | -------------- | ----------------- | ----- |
| 2014 | Mistrzostwa świata juniorów | Eugene         | el. – 20. miejsce | 5,00  |
| 2016 | Mistrzostwa świata juniorów | Bydgoszcz      | 2. miejsce        | 5,55  |
| 2016 | Igrzyska olimpijskie        | Rio de Janeiro | el. – 15. miejsce | 5,60  |
| 2017 | Mistrzostwa świata          | Londyn         | 7. miejsce        | 5,65  |
| 2018 | Halowe mistrzostwa świata   | Birmingham     | 4. miejsce        | 5,80  |
| 2018 | Igrzyska Wspólnoty Narodów  | Gold Coast     | 1. miejsce        | 5,70  |
| 2021 | Igrzyska olimpijskie        | Tokio          | –                 | NM    |
| 2022 | Halowe mistrzostwa świata   | Belgrad        | 7. miejsce        | 5,75  |
| 2022 | Mistrzostwa świata          | Eugene         | el. – 24. miejsce | 5,50  |
| 2022 | Igrzyska Wspólnoty Narodów  | Birmingham     | 1. miejsce        | 5,70  |
| 2023 | Mistrzostwa świata          | Budapeszt      | 3. miejsce        | 5,95  |
| 2024 | Halowe mistrzostwa świata   | Glasgow        | 5. miejsce        | 5,75  |
| 2024 | Igrzyska olimpijskie        | Paryż          | 6. miejsce        | 5,85  |
| 2025 | Halowe mistrzostwa świata   | Nankin         | 5. miejsce        | 5,80  |